# Conducto papilar
Los conductos papilares, también llamados conductos de Bellini o conductos colectores de Bellini, son un conjunto de conductos existentes en riñón, en los que confluyen los túbulos colectores procedentes de las nefronas. Los conductos papilares drenan en los cálices menores, los cuales confluyen en los cálices mayores que finalmente desembocan en la pelvis renal de la cual parten los uréteres.

## Descripción
Los túbulos colectores renales parten de la corteza renal, donde reciben el nombre de conductos colectores corticales, avanzan hacia la médula renal, pasando a llamarse conductos colectores medulares, los cuales prosiguen su recorrido hasta el vértice de la pirámide renal, donde confluyen en tubos más grandes llamados conductos papilares o de Bellini, los cuales desembocan en los cálices menores de la papila renal, en la zona conocida como área cribosa.

## Histología
Los conductos papilares son tubos de escasa longitud que están situados en la papila renal, y proceden cada uno de ellos de la confluencia de varios tubos colectores. Tienen un diámetro externo de entre 200 y 300 micras. La pared está formada por un epitelio de tipo prismático monoestratificado (de una sola capa de células) que cuando se aproxima a la desembocadura puede pasar a convertirse en poliestratificado (varias capas de células).

## Carcinoma de los conductos colectores de Bellini
Es un tipo de cáncer renal poco frecuente que se origina en estos conductos y se conoce en forma abreviada como CCCB. Constituye entre el 1 y 2 % de los tumores epiteliales renales en el paciente adulto. Afecta con más frecuencia a hombres en edades medias, alrededor de 55 años. Suelen ser de crecimiento rápido, por lo que en muchas ocasiones cuando se diagnostica se encuentran en una fase avanzada de desarrollo.